# Tapicuru
O tapicuru (Phimosus infuscatus) é uma espécie de ave da família Threskiornithidae da América do Sul. É a única espécie do gênero Phimosus.
Também é conhecido como socó-preto, socó-do-brejo, galo-do-bico-fino, maçarico-de-cara-pelada ou maçarico-preto.

## Distribuição e habitat
Pode ser encontrado nos seguintes países: México, Argentina, Bolívia, Brasil, Colômbia, Equador, Guiana, Paraguai, Suriname, Uruguai e Venezuela.
Vive em brejos, margens de rios, banhados e campos recentemente arados. Aparentemente vem aumentando sua distribuição em regiões antrópicas, adentrando rios, ribeirões e córregos em diferentes graus de poluição no interior de grandes cidades em áreas úmidas ou alagadas.

## Descrição
A espécie é inconfundível pela face sem penas e avermelhada, e pelo bico curvo amarelado ou avermelhado. A plumagem do corpo é preta, refletindo um tom esverdeado. Mede entre 46 e 54 centímetros de comprimento e pesa entre 493 e 600 gramas.

## Ecologia
A alimentação é de crustáceos, moluscos e matéria vegetal, como folhas e sementes, que procura em água rasa.
Coloca ovos azulados, que ficam encubados de 23 a 24 dias. Possui o hábito de se isolar em casais para se reproduzir.

## Subespécies
São reconhecidas três subespécies:
- Phimosus infuscatus infuscatus (Lichtenstein, 1823) - ocorre do leste da Bolívia até o Paraguai, nordeste da Argentina e Uruguai.
- Phimosus infuscatus berlepschi (Hellmayr, 1903) - ocorre do leste da Colômbia até as Guianas, no Suriname e na região adjacente do noroeste do Brasil.
- Phimosus infuscatus nudifrons (Spix, 1825) - ocorre no Brasil ao sul do rio Amazonas.